# Јован Хаџи
Јован Хаџи (Темишвар, 22. новембар 1884 — Љубљана, 11. децембар 1972) био је словеначки научник зоолог и академик, српског порекла.

## Биографија
Рођен је 1884. године у српској породици у Темишвару у тадашњој Аустроугарској. Основно и средње образовање стекао је у Загребу, а студије завршава на Универзитету у Бечу. Одржао је у бечкој студентској "Зори", млади филозоф Хаџи 25. новембра 1905. године предавање на тему: "О досадашњем стању десцендетне теорије у Зоологији". Ту је 1907. године промовисан за доктора природних наука. Најпре је додељен Земаљском музеју у Загребу, где је живео 1911. године. Био је члан Југословенске академије знаности и уметности у Загребу, и објављивао је радове у њеним издањима. За јубиларну "Споменицу Матице српске" (1826-1926) у Новом Саду, написао је 1926. године пригодни чланак са насловом "Природњачки рад Матице српске".
Након Првог светског рата рата је професор на Универзитету у Љубљани 1927. године. Члан је испитне комисије за зоологију, током полагања професорских испита у Љубљани. Изабран је 1938. године за члана новоосноване словеначке Академије наука и уметности. Радио је у оквиру њеног Математичко-природног (природописног) одељка, а од 1939. године је "начелник" истог. Гостовао је фебруара 1939. године у Београду где је одржао стручно предавање на Коларчевом универзитету. Током Другог светског рата живео је у Београду (1944).

## Научни рад
До 1938. године објавио је око 60 научних расправа из подручја експерименталне зоологије, морфологије нижих животиња, те биологије и фауне Јадранског мора. Објавио је из области теоријске зоологије студију о Ламарку и његовој "Зоолошкој филозофији".
Поставио је турбеларијску теорију о пореклу животиња.